# サンティア
サンティア（イタリア語: Santhià）は、イタリア共和国ピエモンテ州ヴェルチェッリ県にある、人口約8,200人の基礎自治体（コムーネ）。
県都ヴェルチェッリ、ボルゴセージアに次いで、県内第3位のコムーネ人口を有する。

## 地理

### 位置・広がり
ヴェルチェッリ県南西部に位置するコムーネで、県都ヴェルチェッリから西北西へ20km、ビエッラから南南東へ23km、ノヴァーラから西南西へ36km、州都トリノから北東へ50kmの距離にある。
コムーネ面積は 53.32 km2 で、北東-南西方向に長い領域を持つ。サンティアの市街は町域の南西部に位置する。

#### 隣接コムーネ
隣接するコムーネは以下の通り。括弧内のBIはビエッラ県所属。
| - カリージオ - 北 - フォルミリアーナ - 北東 - カザノーヴァ・エルヴォ - 北東 - サン・ジェルマーノ・ヴェルチェッレーゼ - 東 - クローヴァ - 南東 - トロンツァーノ・ヴェルチェッレーゼ - 南 - アーリチェ・カステッロ - 西 - カヴァリア (BI) - 北西 |

## 交通

### 鉄道
- トリノ＝ミラノ線 (it:Ferrovia Torino-Milano) 
  - サンティア駅
- サンティア＝アローナ線 (it:Ferrovia Santhià-Arona) 
  - サンティア駅
- サンティア＝ビエッラ線 (it:Ferrovia Santhià-Biella) 
  - サンティア駅

サンティア駅から東のトリノへ向かうトリノ＝ミラノ線と別れ、北東へアローナ（ノヴァーラ県北部）へ向かう路線、北西へビエッラへ向かう路線が出ている。
- サンティア駅
- サンティア＝ビエッラ線
- サンティア＝アローナ線

### 道路
高速道路（アウトストラーダ）
サンティアは、高速道路の結節点となっている。アウトストラーダ A4が市域西部を北東-南西に走っており、これとアウトストラーダ A5およびアウトストラーダ A26とを繋ぐ連絡路が交わる。
- アウトストラーダ A4 (it:Autostrada A4 (Italia))
- A4/A5 イヴレーア - サンティア支線
- A4/A26 ストロッピアーナ - サンティア支線